# Пол и интеллект
Пол и интеллект — гипотеза о прямой связи интеллектуальных способностей и особенностей мышления человека с биологическим полом. За время своего существования нашла достоверные подтверждения лишь в верхних и нижних диапазонах (в частности, преобладание мужчин среди людей с высоким и низким IQ), в то время, как в среднем уровни интеллекта равны. А мужские и женские гормоны хоть и в состоянии оказывать влияние на мышление и восприятие, прямой их связи с интеллектуальными способностями человека не установлено.
Тем не менее, гипотеза о связи пола и интеллекта до сих пор является весьма распространённой — как в узких кругах некоторых специалистов, так и в обществе в целом. Данная гипотеза иногда используется в качестве довода для оправдания и/или обоснования дискриминации по половому признаку — сексизма.

## Различия в строении мозга
Множество исследований показывает, что на размер и строение мозга существенно влияют питание (включая рацион в детском и подростковом возрасте), наличие лишнего веса, возраст, образование, наличие сердечно-сосудистых заболеваний и личные навыки. Наблюдается связь между размером определённых участков мозга и способностями в той или иной сфере. Исследования показывают, что развитие тех или иных навыков даже во взрослом возрасте приводит к изменениям в строении мозга.
Мозг взрослого мужчины в среднем на 11-12 % тяжелее и на 10 % больше по объёму, чем у женщины. Статистической разницы между соотношением размеров тела и мозга у мужчин и женщин не обнаружено. Половые различия в строении мозга варьируются также между расами и этническими группами: в то время как у мужчин-японцев полушария короче, но шире, чем у женщин, у европейцев наблюдается противоположное различие.
Несмотря на то, что в среднем в строении мозга у мужчин и женщин наблюдаются различия, у каждого отдельного человека в мозгу присутствуют как «женские», так и «мужские» черты. Более того, при сравнении, скорректированном на одинаковый размер, почти все среднестатистические различия в строении мужского и женского мозга перестают проявляться.
Множество исследований также отмечает влияние половых гормонов на работу мозга, его развитие
и здоровье. Исследование, проведённое среди переживших голод в Нидерландах, показало, что недостаток питания во время внутриутробного развития влияет на объём мозга в последующей жизни только у плодов мужского пола — в то время как у взрослых мужчин, чьи матери не получали полноценного питания во время беременности, объём мозга был меньше, чем у контрольной группы, у женщин такого различия не наблюдалось. Другое исследование, с участием подростков из Чили, также показало, что недостаточное питание в первый год жизни сильнее сказывалось на объёме мозга у мальчиков, чем у девочек.

## Влияние гормонов
Множество исследований показывает, что половые гормоны оказывают влияние на когнитивную деятельность и структуру мозга. Тем не менее они не являются решающим фактором в пространственном ориентировании и вербальных навыках, их влияние целиком компенсируется личностными характеристиками человека.

### Пространственное ориентирование
В исследовании, проведённом в Университете Чикаго, отмечается, что у ряда животных самцы также лучше справляются с задачами на пространственное ориентирование. Исследователи опровергают гипотезу об эволюционных различиях в строении мужского и женского мозга из-за разницы в их занятиях (мужчины были в основном охотниками, а женщины — собирателями, у животных также наблюдаются различия в социальном поведении), ссылаясь на основной закон генетики количественных признаков — черты, находящиеся под влиянием естественного отбора, наследуют оба пола. Единственной причиной, по которой женские особи не смогли бы унаследовать гены, способствующие лучшей ориентации в пространстве, авторы называют явный вред женскому организму, представлять который пространственное ориентирование не может. Ссылаясь на ряд исследований, показывающих, что очень большой уровень тестостерона в женском организме улучшает способность к пространственному ориентированию, а также то, что у исследованных животных, даже при одинаковом ареале обитания, самцы в среднем показывают лучшие результаты в данной сфере, авторы приходят к выводу, что лучшая способность к пространственному ориентированию у мужских особей является только побочным эффектом бо́льшего уровня тестостерона и не имеет за собой никаких эволюционных причин.
Исследователи из Загребского университета, сравнив результаты мужчин в тестах на пространственное ориентирование весной (когда количество тестостерона в организме снижается) и осенью (когда количество тестостерона повышено), выяснили, что участники, когда уровень тестостерона в их организме снижен, справляются с тестами лучше, чем в период, когда количество этого гормона повышено. Учёные пришли к выводу, что для наиболее успешного выполнения заданий на пространственное ориентирование, в организме должен присутствовать строго определённый уровень тестостерона. Другое исследование также показало, что суточные колебания тестостерона у мужчин и женщин не влияют на пространственную ориентацию.
Ряд исследований также показывает, что эстрогены оказывают отрицательное влияние на пространственное ориентирование как у мужчин, так и у женщин. Сравнение пространственных способностей в течение менструального цикла показало, что в период менструации, когда количество эстрогенов минимально, женщины показывают значительно лучшие результаты в пространственном ориентировании, чем во время лютеиновой фазы.

### Память
Ряд исследований показывает, что эстрадиол, в зависимости от его уровня в женском организме, может как положительно, так и отрицательно влиять на рабочую память и способность к обучению. Очень высокий уровень эстрогенов может негативно сказываться на выполнении выученных ранее действий и отрицательно влиять на память.

## Влияние среды

### Общественные стереотипы
Высокий интеллект и гениальность общественные стереотипы гораздо сильнее связывают с мужчинами, чем с женщинами. Исследователи из университетов Принстона, Иллинойса и Университета Оттербайн провели ряд опросов среди учёных и студентов из двух научных направлений (общественные и гуманитарные науки (англ. Social Science and Humanities) и STEM-дисциплины: естественные, прикладные, технические и точные науки) с целью выяснить причины недостатка женщин в определённых областях. В то время как количество рабочих часов, сложность экзаменов, а также преобладание эмпатии или систематизации не являлись значительными факторами при прогнозировании количества женщин в той или иной сфере науки, внутридисциплинарные убеждения о способностях (англ. field-specific ability beliefs), такие как важность врождённых талантов или же важность упорного труда, были тесно связаны с количеством женщин в той или иной дисциплине. Так, в молекулярной биологии, исследователи которой, согласно опросу, ценят труд выше, чем талант, в 2011 году в США 54 % обладателей докторских степеней были женщинами. В то же время в философии, дисциплине, больше связанной с представлениями о высоких интеллектуальных способностях и гениальности, чем с упорным трудом, лишь 31 % докторских степеней принадлежал женщинам. Учёные приходят к выводу, что стереотипные представления о том, что женщины не обладают в достаточной степени талантами или гениальностью, необходимыми для успеха в таких дисциплинах как физика, математика или философия, являются важным фактором, влияющим на количество женщин-учёных в этих сферах.

#### Угроза подтверждения стереотипа
Воздействие стереотипов на способности человека подтверждает множество исследований. Так, учёные из Дартмутского колледжа и Северо-Западного университета провели исследование с использованием фМРТ, в котором рассмотрели влияние стереотипов на математические способности у женщин. Участниц разделили на экспериментальную и контрольную группы. Обе группы сначала выполнили 50 арифметических задач. После этого, в экспериментальной группе, в качестве стереотипного воздействия использовалось задание на выявление «отношения к математике» (англ. math attitudes). Участницам также пояснили, что «исследование показало гендерные различия в математических способностях и выполнении задач». В контрольной группе это задание заменили на тест на «политические взгляды» (англ. political attitudes), в котором проверялось как «личные взгляды влияют на выполнение когнитивных задач». После этого обе группы выполнили ещё 50 арифметических задач.
Результаты исследования показали, что участницы из контрольной группы стали активнее использовать нижнюю левую часть префронтальной коры (поле Бродмана 47), нижнюю левую часть теменной доли коры (40) и обе стороны угловой извилины (39), зоны, ответственные за выполнение математических задач. Участницы из контрольной группы улучшили свои результаты по сравнению с первой серией задач. У участниц из экспериментальной группы вместо этого была отмечена повышенная активность вентральной части передней поясной коры (ППК), участка, ответственного за эмоциональные реакции. Учёные также отметили, ссылаясь на ряд исследований, что вентральная часть ППК крайне чувствительна к социальным воздействиям, в частности, к неприятию и что она также играет центральную роль в осмыслении негативной информации. У участниц из экспериментальной группы результаты ухудшились.
Учёные из Смит-колледжа и Калифорнийского университета провели исследование на влияние стереотипов на пространственное ориентирование у женщин с использованием фМРТ. Участниц поделили на три группы: в одной применяли положительное стереотипное влияние, во второй — отрицательное, третья была контрольная. Для тестирования использовались задания с составными кубическими фигурами. У группы, к которой применялось негативное стереотипное влияние, была отмечена активность в правой стороне медиальной лобной извилины (11), рострально-вентральной части ППК (32) и в правой глазничной извилине (11), которая считается ответственной за социальные отношения, включая гендерные стереотипы. Помимо этого, глазничная извилина участвует в регуляции таких чувств как стыд и неловкость. Исследователи указывают на прямую связь количества ошибок при выполнении заданий и активацией медиальной лобной извилины и рострально-вентральной части ППК у участниц из этой группы. Исследователи также связывают активацию в верхней затылочной извилине (19) и передней префронтальной коре (10) у группы позитивного стереотипного влияния с уменьшением числа ошибок при выполнении заданий. Участницы из этой группы справились с заданиями на 14 % лучше, чем группа с отрицательным влиянием. Принимая во внимание то, что 90 % участниц исследования заявили, что полученная ими информация никак не повлияла на выполнение ими задач, учёные сделали вывод, что стереотипная информация воздействует на подсознательном уровне. Различия в активации участков мозга среди групп, по мнению исследователей, указывает на влияние получаемой информации на когнитивную деятельность.

#### Влияние стереотипов на детей
В то время как исследования влияния стереотипов на взрослых не могут дать однозначных ответов на причины различий в тех или иных интеллектуальных способностях, влияние общественных представлений на детей раннего возраста гораздо легче поддаётся изучению.
Исследования, проведённые в университетах Иллинойса, Нью-Йорка и Принстона, показывают, что стереотипные представления об интеллектуальных способностях начинают влиять на девочек и их интересы уже с шестилетнего возраста. В первом исследовании, которое провели учёные, участвовали дети пяти, шести и семи лет, им было предложено три задания. В первом задании детям сначала рассказали историю про «очень-очень умного человека», не давая намёков на пол, а потом предложили угадать героя рассказа на одной из четырёх фотографий взрослых (двух мужских, двух женских). Во втором задании детям предложили выбрать из пар фотографий (одного или разного пола в случайном порядке) «очень-очень умного человека». В третьем задании дети должны были отгадать какой предмет (например, молоток) или личное качество (например, умный) лучше всего соотносится с человеком, изображённым на картинке. Результаты исследования показали, что представления о высоком интеллекте у девочек начинают меняться начиная с шести лет. Девочки в пять лет, так же часто как и мальчики, склонны связывать представителей своего пола с высокими умственными способностями, но уже в шесть лет девочки начинают это делать гораздо реже. Представления девочек об интеллектуальной одарённости не связаны с представлениями о хорошей успеваемости в школе — как показало второе исследование, в отличие от мальчиков, с возрастом они начинают чаще связывать детей своего пола с отличной учёбой. В третьем исследовании учёные изучали как гендерные представления у детей шести и семи лет влияют на их интересы. Детям предложили две игры: «для очень-очень умных детей» и для «детей, которые сильно-сильно стараются». Девочки были гораздо менее заинтересованы игрой для «умных детей», чем мальчики, и сильнее интересовались игрой для «детей, которые стараются». Девочки в этой группе, так же как и участницы из первого исследования, гораздо реже связывали представительниц своего пола с высокими интеллектуальными способностями. Представления об интеллекте в своей социальной группе учёные называют одним из факторов, который влияет на выбор занятий. В четвёртом исследовании, где участвовали дети пяти и шести лет, среди младшей группы не было существенных различий в интересе игрой «для умных детей», в то время как в старшей группе интерес девочек к данной игре был значительно ниже. Рассмотрев это, учёные приходят к выводу, что культурные представления о высоком интеллекте начинают воздействовать на детей уже в раннем возрасте, влияют на их интересы и в будущем могут ограничить круг возможных профессий.
Учёные из Университета Вашингтона провели исследование с использованием теста подсознательных ассоциаций среди детей в возрасте от шести до десяти лет. В тесте детям предлагалось выбрать ассоциации между гендерными признаками и предметами, связанными с математикой. Результаты тестов показали, что мальчики значительно чаще связывают свой пол и себя с успехами в математике, чем девочки, которые, в свою очередь, чаще считают математику более подходящей для мальчиков, чем для своего пола. Причиной этого, считают учёные, могут быть только общественные стереотипы или иное внешнее влияние, так как в начальной школе мальчики и девочки показывают одинаковые результаты в математических тестах. Интерес к математике у детей младшего школьного возраста исследовали также учёные из Немецкого Института Международных Исследований в Области Образования, Центра Индивидуального Развития и Адаптивного Образования Детей в Группе Риска во Франкфурте-на-Майне (англ. Center for Individual Development and Adaptive Education of Childrean at Risk) и Университета Гёте. Они провели лонгитюдное исследование, в котором сравнили отношение к математике у детей в первом классе и год спустя во втором. Результаты исследования показали, что за год учёбы, у девочек отношение к математике как к предмету, который им удаётся и нравится, снижается гораздо сильнее, чем у мальчиков, несмотря на отсутствие различий в успехе по этому предмету.
Отношение родителей
Сет Стивенс-Давидовиц, анализируя частоту различных запросов в Гугле, приходит к выводу, что родители имеют предубеждения в отношении своих детей в зависимости от их половых признаков. Так, вопрос по поводу одарённости ребёнка задаётся в два с половиной раза чаще в отношении мальчиков, чем в отношении девочек. Стивенс-Давидовиц утверждает, что реальных предпосылок, кроме общественных стереотипов, для этого нет, так как девочки развивают вербальные навыки раньше мальчиков и в США они на 9 % чаще попадают в образовательные программы для одарённых детей. Запросы, связанные с низкой интеллектуальностью ребёнка также совершаются чаще в случае с мальчиками, но с меньшей разницей в частоте. Автор также замечает, что вместо интеллекта, родители чаще интересуются внешностью своих дочерей — запрос «Страдает ли моя дочь лишним весом?» совершается приблизительно в два раза чаще, чем аналогичный про сына. Стивенс-Давидовиц утверждает, что это не может быть связано с реальной проблемой ожирения у детей, так как мальчики страдают им чаще. Также родители в полтора раза чаще спрашивают «Красива ли моя дочь?» и в три раза чаще «Некрасива ли моя дочь?», чем делают аналогичные запросы по отношению к внешности своих сыновей.
Шахматистка Юдит Полгар, единственная среди женщин обладательница супергроссмейстерского титула, считает, что недостаток женщин среди шахматистов мирового уровня вызван тем, что девочек меньше поддерживают их родители и окружение, из-за чего они теряют мотивацию или решают вовсе уйти из спорта. «Я смогла добиться больших успехов только потому, что мои родители возлагали на меня большие надежды и поощряли меня», — добавляет спортсменка.

#### Гендерные роли
Учёные из Университета Гриффита провели исследование, в котором сопоставили когнитивные навыки и гендерные черты характеров участников. Как показало исследование, преобладание у человека «мужских» черт характера (склонность к доминированию, уверенность в себе и т. д.) существенно повышает способности к пространственному ориентированию. Тем не менее, это не является решающим фактором — несмотря на то, что женщины с «мужскими» чертами характера показали лучшие результаты в пространственном ориентировании, чем мужчины с «женскими» чертами характера, они всё равно уступали мужчинам с «мужскими» чертами характера. Исследование также показало, что традиционно «женские» черты характера (уступчивость, эмпатия и т. д.) играют решающую роль в развитии вербальных навыков — участники, у которых было отмечено преобладание «женских» черт, не показали статистически значимых половых различий в этой сфере когнитивной деятельности. Учёные также подчёркивают, что черты характера и когнитивные способности могут быть взаимосвязаны и успехи в традиционно «мужских» или «женских» сферах могут формировать соответствующие черты характера.
Учёные из Гейдельбергского университета и Университета Гумбольдта провели исследование, в котором попросили участников представить себя сначала стереотипным мужчиной, а потом стереотипной женщиной. После этого участникам предложили тест на пространственное ориентирование с трёхмерными кубическими фигурами. Женщины, представлявшие себя стереотипными мужчинами, справлялись с тестом так же хорошо, как и мужчины в аналогичной ситуации. У мужчин, представлявших себя стереотипными женщинами, результаты были немного ниже. Самый худший результат, значительно более низкий, чем у других групп, наблюдался у участниц, которые представляли себя стереотипными женщинами. Принимая это во внимание, исследователи пришли к выводу, что решающую роль в успешном выполнении задач на пространственное ориентирование играют гендерные представления.

#### Отношения внутри коллектива
Исследователи из Университета Монаша, опираясь на простейшие экологические модели поведения популяций применительно к научному сообществу, пришли к выводу, что часто значительно более низкая скорость продвижения женщин по научной карьерной лестнице в сравнении с мужчинами объясняется меньшей эффективностью интеллектуальной деятельности первых, из-за которых женщины, по мнению исследовательниц, проигрывают в «конкурентной борьбе» мужчинам. (Ряд других исследований, как, например, проведённое исследователями из Йельского университета и опубликованного в сентябре 2012 года в рецензируемом научном журнале PNAS, говорит о наличии в научной среде предубеждения в отношении женщин-сотрудников).

## История
Интеллект и различия в умственных способностях людей изучаются с середины XIX века. Среди первых исследователей, занимавшихся этими вопросами, были Фрэнсис Гальтон, Чарльз Дарвин и Поль Брока. Первые работы по изучению умственных способностей мужчин и женщин основывались, в основном, на случайных, несистематизированных наблюдениях. У Дарвина в «Происхождении человека» (The Descent of Man, 1871) встречаются такие сравнения: «Мужчина смелее, агрессивнее, энергичнее и изобретательнее женщины. В абсолютном измерении мозг мужчины больше, хотя соотношение величины мозга и массы тела в полной мере не выяснено. У женщины лицо круглее; Она созревает раньше, чем мужчина». С развитием психологии и статистических методов стали накапливаться систематизированные данные о связи интеллекта и пола, хотя до сих пор не существует согласия о том, что такое интеллект и насколько объективны способы его измерения.

## Общее интеллектуальное развитие

### Коэффициент интеллекта
Результаты научных исследований, подтверждающих или опровергающих наличие разницы в интеллекте и задатках у мужчин и женщин, довольно противоречивы. Для оценки умственных способностей человека используются стандартизированные тесты на интеллект. Самыми распространёнными являются тесты, определяющие коэффициент интеллекта или IQ-тесты. Однако существуют и другие тесты, оценивающие способности человека. Изучение разницы в интеллектуальных способностях мужчин и женщин основывается на анализе тестирований в школах, университетах и в армии США и Западной Европы. В России тестирования интеллекта появились недавно, поэтому данные о таких различиях отсутствуют.

#### История исследований
В 2005 году Ричард Линн и Пол Ирвинг опубликовали масштабный метаанализ, в котором утверждали, что у мужчин средний показатель интеллекта по шкале Рейвена почти на пять пунктов превосходит женский. В то же время учёные отметили больший разброс результатов у женщин. Исследование вызвало резонанс в научной среде, в частности, психолог Стив Блинкхорн в своей статье для журнала Nature раскритиковал методологию анализа, указав на то, что Линн и Ирвинг попросту не стали включать исследования, в которых не было обнаружено существенных половых различий, а также манипулировали цифрами. В 2008 году Линн и Ирвинг заявили, что если будут обнаружены различия в рабочей памяти в пользу мужчин, то учёным придётся признать их превосходство в интеллекте. Исследование, проведённое в следующем году в Королевском колледже Лондона не нашло различий в рабочей памяти между мужчинами и женщинами. Для исследования использовалась задача n-назад. И мужчины, и женщины справились с заданиями одинаково хорошо, используя те же зоны мозга в равной степени. Опираясь на это, исследователи также подчеркнули, что различия внутри одной гендерной группы существенно превышают различия между двумя группами.
В исследовании, проведённом среди 11-летних детей в 1932 году в Шотландии, разница между коэффициентами интеллектуальности у девочек (100,64) и у мальчиков (100,48) оказалась статистически незначимой. Значимым было лишь среднее квадратическое отклонение (14,1 для девочек и 14,9 для мальчиков). Девочек было на 2 % больше в диапазоне 60—85 очков IQ-теста, в то время как мальчиков было больше в диапазонах 50—60 и 150—180 очков.

### Фактор общего интеллекта
Исследование 1292 пар родных братьев и сестёр, участвовавших в Национальном Лонгитюдном Опросе Юношества 1979 года (США), выявило незначительное среднестатистическое преимущество мужчин по величине фактора общего интеллекта при существенном преобладании мужчин в нижнем и верхнем диапазонах. Оценка интеллектуального развития по Тесту Рейвена в пяти развитых странах показала, что женщины с начала 21 века в среднем имели те же результаты в показателе фактора общего интеллекта, что и мужчины. Джеймс Флинн считает достижение женщинами равенства с мужчинами по среднему показателю интеллектуальности по Рейвену одним из показателей развития общества.